# Lyrics (小松未歩のアルバム)
『lyrics』（リリックス）は、小松未歩のセレクション・アルバム。2003年11月26日にGIZA studioより発売された。規格品番はGZCA-5043。

## 内容
- 『幾百の“ことば”（lyrics）が紡ぐ“恋愛詩集”（Love Ballads）』とのキャッチコピーが取られていた。スリーブケース仕様。
- 「ラヴ・バラード」と謳っているが、実際はシングルのカップリング曲とアルバム収録曲のみを中心に選曲された、セレクション・アルバム（いわゆる「裏ベスト・アルバム」）となっている。
- 選曲構成は、ファンからの人気の高い楽曲を中心に集められている。さらに、このアルバムのために「My destination...」と「As」は新たにミックスを変えて収録されている。
- 20thシングル「翼はなくても」及び、エッセイ集『ヘンな物さし。』と同時発売。
- 全作品の中で、売上枚数が最も低い作品である。

## 収録曲
| 全作詞・作曲: 小松未歩。 |                                                                        |           |            |                    |      |
| #                        | タイトル                                                               | 作詞      | 作曲・編曲 | 編曲               | 時間 |
| 1.                       | 「ただ傍にいたいの」(出版者: ギザミュージック)                         | 小松未歩  | 小松未歩   | 大賀好修           | 4:07 |
| 2.                       | 「alive」(出版者: ギザミュージック / スプーンフルミュージック)         | 小松未歩  | 小松未歩   | 古井弘人           | 4:27 |
| 3.                       | 「哀しい恋」(出版者: ギザミュージック)                                 | 小松未歩  | 小松未歩   | 大賀好修           | 3:55 |
| 4.                       | 「雨が降る度に」(出版者: ギザミュージック)                             | 小松未歩  | 小松未歩   | 尾城九龍、北野正人 | 4:46 |
| 5.                       | 「BOY FRIEND」(出版者: ギザミュージック / スプーンフルミュージック)    | 小松未歩  | 小松未歩   | 古井弘人           | 4:20 |
| 6.                       | 「regret」(出版者: ギザミュージック)                                   | 小松未歩  | 小松未歩   | 大賀好修           | 4:53 |
| 7.                       | 「手ごたえのない愛」(出版者: 日音)                                     | 小松未歩  | 小松未歩   | 古井弘人           | 5:04 |
| 8.                       | 「僕らの行方」(出版者: ギザミュージック)                               | 小松未歩  | 小松未歩   | 大賀好修           | 4:57 |
| 9.                       | 「commune with you」(出版者: ギザミュージック)                         | 小松未歩  | 小松未歩   | 大賀好修           | 5:32 |
| 10.                      | 「One Side Love」(出版者: ギザミュージック / スプーンフルミュージック) | 小松未歩  | 小松未歩   | 古井弘人           | 4:47 |
| 11.                      | 「I don't know the truth」(出版者: ギザミュージック)                   | 小松未歩  | 小松未歩   | 大賀好修           | 4:28 |
| 12.                      | 「glass」(出版者: ギザミュージック)                                    | 小松未歩  | 小松未歩   | 大賀好修           | 4:55 |
| 13.                      | 「My destination... <lyrics ver. mix>」(出版者: ギザミュージック)      | 小松未歩  | 小松未歩   | 池田大介           | 4:22 |
| 14.                      | 「夢と現実の狭間」(出版者: ギザミュージック)                           | 小松未歩  | 小松未歩   | 尾城九龍           | 5:21 |
| 15.                      | 「As <lyrics ver. mix>」(出版者: ギザミュージック)                     | 小松未歩  | 小松未歩   | 葉山たけし         | 5:41 |
| 合計時間:                | 合計時間:                                                              | 合計時間: | 71:35      |                    |      |

## 楽曲解説
1. ただ傍にいたいの
4thアルバム『小松未歩 4 〜A thousand feelings〜』収録曲。
2. alive
1stアルバム『謎』収録曲。アステル関西CFイメージソング。
3. 哀しい恋
10thシングル「あなたがいるから」のカップリング曲。
4. 雨が降る度に
3rdアルバム『小松未歩 3rd 〜everywhere〜』収録曲。
5. BOY FRIEND
7thシングル「さよならのかけら」のカップリング曲。
6. regret
4thアルバム『小松未歩 4 〜A thousand feelings〜』収録曲。
7. 手ごたえのない愛
2ndアルバム『小松未歩 2nd 〜未来〜』収録曲。DEENに楽曲提供した「手ごたえのない愛」のセルフカバー[注釈 3]。
プレイステーション用デジタルノベル『Lの季節 〜A piece of memories〜』（トンキンハウス）オープニングテーマ。
8. 僕らの行方
16thシングル「dance」のカップリング曲。アルバム初収録。
9. commune with you
5thアルバム『小松未歩 5 〜source〜』収録曲。
10. One Side Love
6thシングル「氷の上に立つように」のカップリング曲。アルバム初収録。
11. I don't know the truth
4thアルバム『小松未歩 4 〜A thousand feelings〜』収録曲。
トンキンハウスプレイステーション2用ゲームソフト『Missing Blue』エンディングテーマ。
12. glass
13thシングル「とどまることのない愛」のカップリング曲。アルバム初収録。
13. My destination... <lyrics ver. mix>　
8thシングル「最短距離で」のカップリング曲。アルバム初収録。
14. 夢と現実の狭間
3rdアルバム『小松未歩 3rd 〜everywhere〜』収録曲。
15. As <lyrics ver. mix>
3rdアルバム『小松未歩 3rd 〜everywhere〜』収録曲。